# Luis Venegas (Fußballspieler, 1954)
Luis Ernesto Venegas Claveau (* 9. Oktober 1954) ist ein ehemaliger chilenischer Fußballspieler. Der Flügelstürmer absolvierte ein Länderspiel für die Nationalmannschaft.

## Karriere

### Verein
Luis Venegas begann seine Profikarriere 1975 beim CD Santiago Morning, bei dem er auch 1976 noch spielte. Danach sind seine weiteren fußballerischen Stationen bis 1980 unbekannt. Erst 1981 ist seine Station bei Ñublense wieder belegt. Mit dem Aufsteiger stieg Venegas jedoch direkt wieder ab. 1983 und 1984 lief der Offensivakteur für den CD Magallanes auf und sein letzter bekannter Verein war 1985 Unión Española.

### Nationalmannschaft
Luis Venegas absolvierte im April 1984 unter Trainer Isaac Carrasco sein einziges Länderspiel. Beim 0:0-Unentschieden im Freundschaftsspiel gegen England kam der Angreifer über die volle Spielzeit zum Einsatz.